# Župnija Kranj - Zlato Polje
Župnija Kranj - Zlato Polje je rimskokatoliška teritorialna župnija Dekanije Kranj Nadškofije Ljubljana.